# Eustache Le Sueur

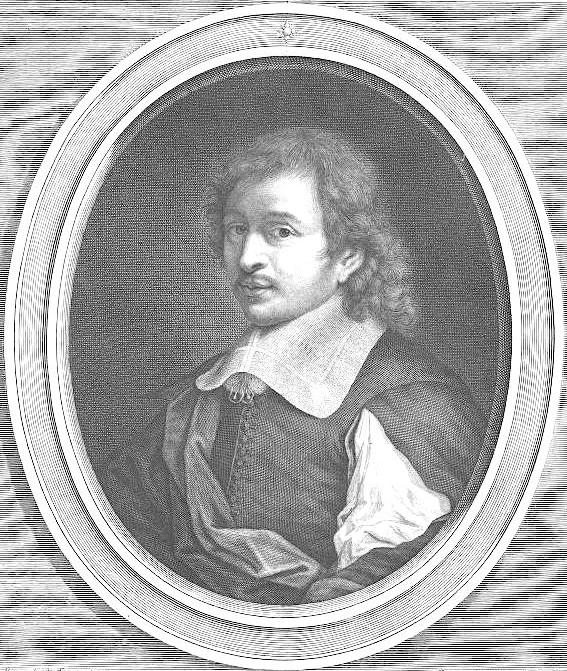
Eustache Le Sueur

Eustache Le Sueur (Parigi, 19 novembre 1616 – Parigi, 30 aprile 1655) è stato un pittore francese.

## Biografia
Eustache Le Sueur è uno dei pittori più rappresentativi del XVII secolo francese, anticipatore del classicismo.
Nacque a Parigi il 19 novembre 1616 da una famiglia di umile origini. È allievo a Parigi del pittore Simon Vouet, le sue prime opere risentono dello stile dei dipinti del maestro; nel 1642 realizzò otto composizioni, ispirate all'Hypnerotomachia Poliphili, commissionate a Vouet dalla Manifattura dei Gobelins per la realizzazione di alcuni arazzi.
Tra gli anni del 1640 e il 1650, Le Sueur fu uno dei membri fondatori e uno dei primi professori dell'Académie royale de peinture et de sculpture
Tra le sue maggiori opere, si ricordano il San Paolo a Efeso per la chiesa di Saint-Gervais a Parigi, la Storia di Tobia e il ciclo pittorico della Vita di san Bruno (Parigi, Museo del Louvre), che gli diede notorietà. Queste opere si caratterizzarono per la drammaticità dei protagonisti, per i volumi, gli spazi e i colori tenui.
Le Sueur ricevette in vita anche varie commissioni da parte della famiglia reale: tra questi vi è la sua partecipazione alla ristrutturazione del palazzo del Louvre, La decorazione dei bagni nell'appartamento di Anna d'Austria e nella camera di Luigi XIV.
In alcuni suoi lavori, come il Cabinet de l'Amour (Museo del Louvre), Le Sueur evidenziò l'influenza di Raffaello, conosciuto grazie ad incisioni e stampe.
Assieme alla fama ricevette commissioni regali, come l'Allegoria della monarchia, per la camera del re, l'Autorità del Re, per il salotto della regina.
A lui è stata dedicata una scultura presente sulla facciata del Museo del Louvre, realizzata da Honoré Jean Aristide Husson negli anni 50 del XIX secolo..

## Opere
- Volumnia e Veturia dinnanzi a Coriolano, c. 1638-1639, Museo del Louvre, Parigi
- Il Ritorno di Tobia, c. 1640, Museo del Louvre, Parigi
- Polifilo al bagno delle ninfe, c. 1645, Museo Magnin, Digione
- Le Muse: Clio, Euterpe e Talia, c. 1652-1655, Museo del Louvre, Parigi
- Le Muse: Melpomene, Erato e Polimnia, c. 1652-1655, Museo del Louvre, Parigi
- La Musa: Urania, Museo del Louvre, Parigi
- La Musa: Calliope, Museo del Louvre, Parigi
- La Musa: Tersicore, c. 1652-1655, Museo del Louvre, Parigi
- Polifilo s'inginocchia dinanzi alla regina Eleuterilide, c. 1643-1644,97,5 x117,5 cm, Museo di Belle arti, Rouen
- La Predicazione di san Paolo a Efeso, 1649, Museo del Louvre, Parigi
- Morte di san Bruno, 1645-1648, Museo del Louvre, Parigi
- La Vergine e il Bambino Gesù con san Giovanni Battista, c. 1635-1645, Museo del Louvre, Parigi
- Agar e Ismaele salvati dall'angelo, 1648, olio su tela, 159 x 114 cm, musée des Beaux-Arts, Rennes

## Galleria d'immagini

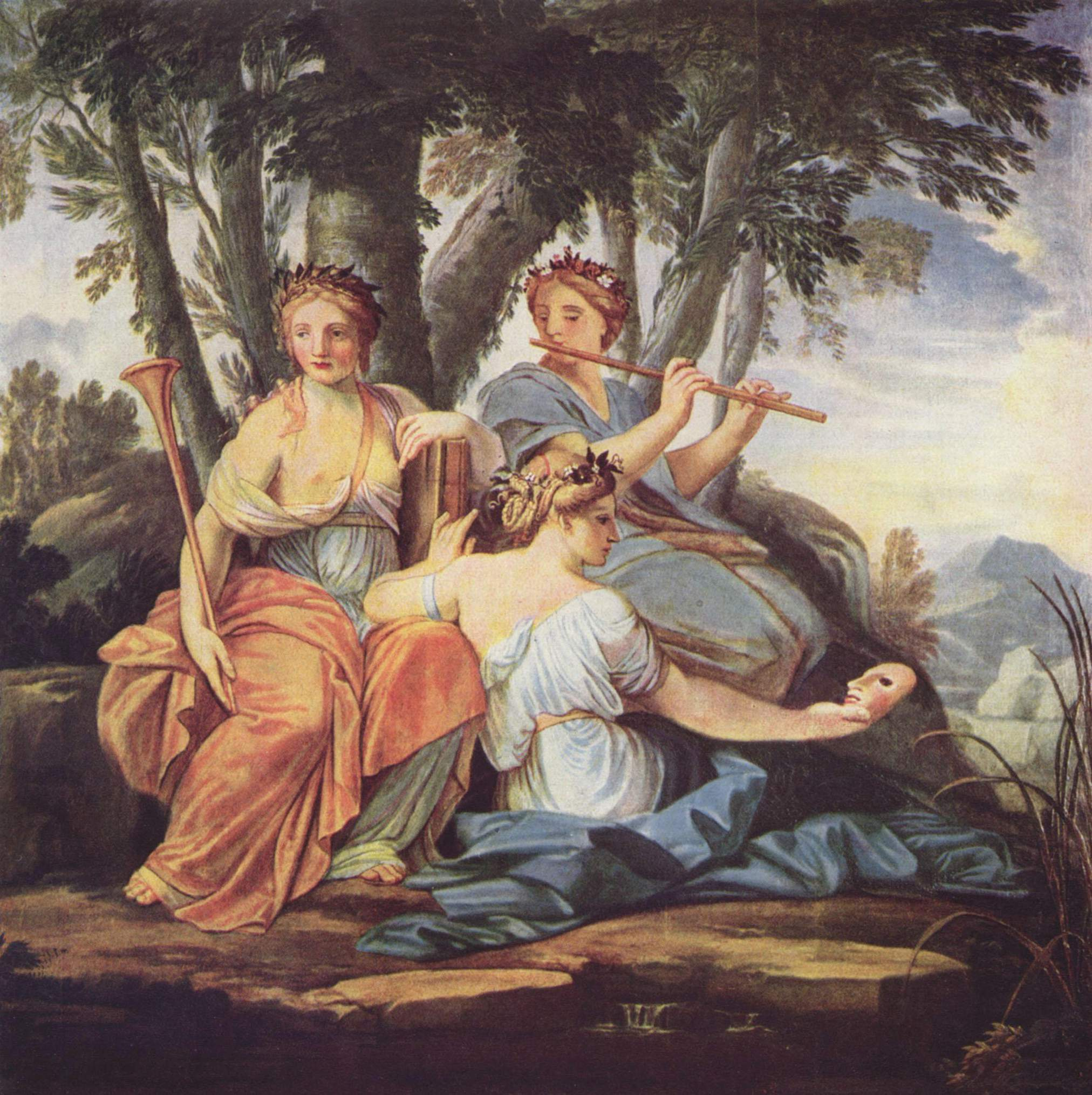
Le Muse Clio, Euterpe e Talia (1652-55 circa)
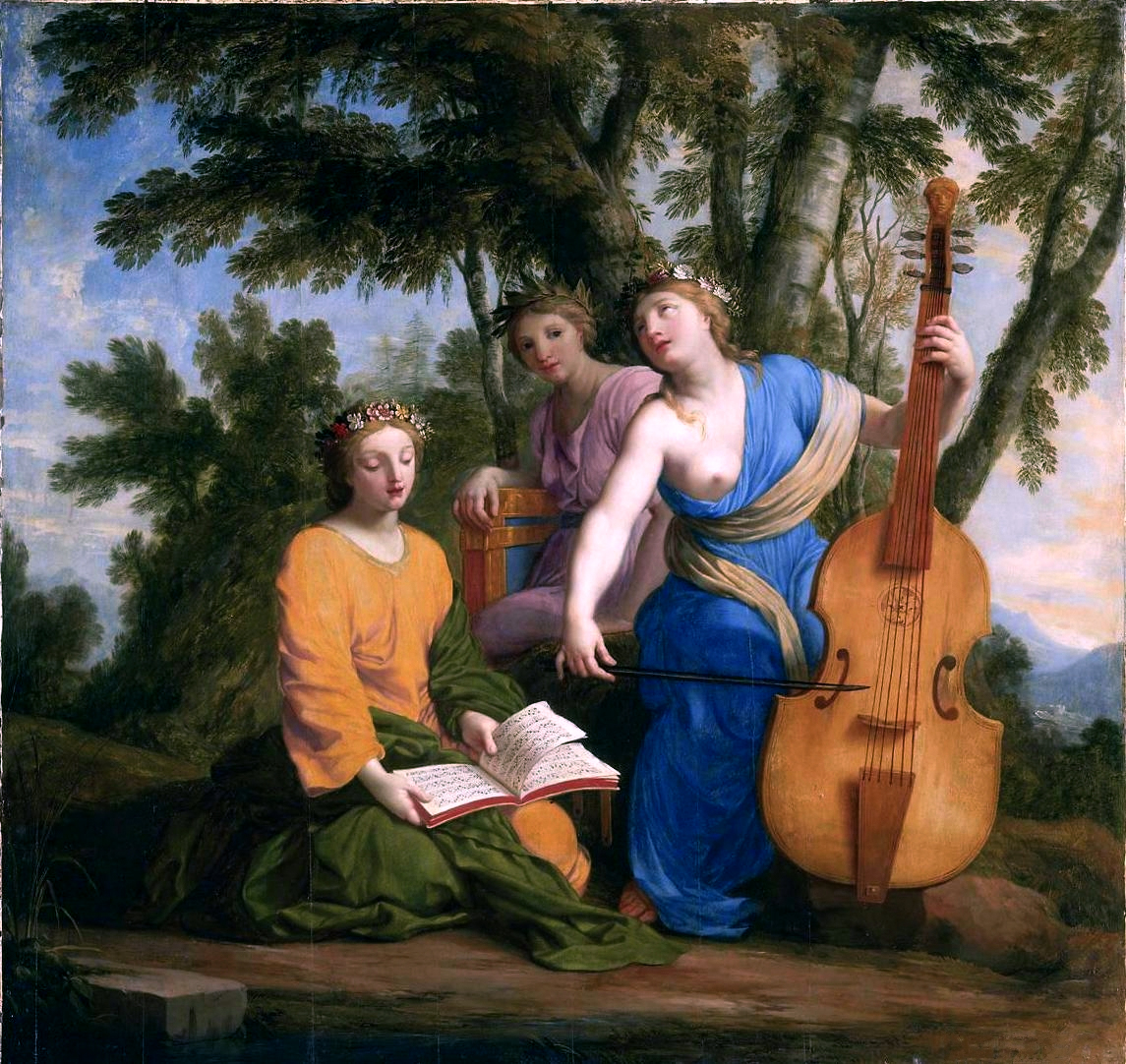
Le Muse Melpomene, Erato e Polimnia, c. 1652-1655, Museo del Louvre, Parigi
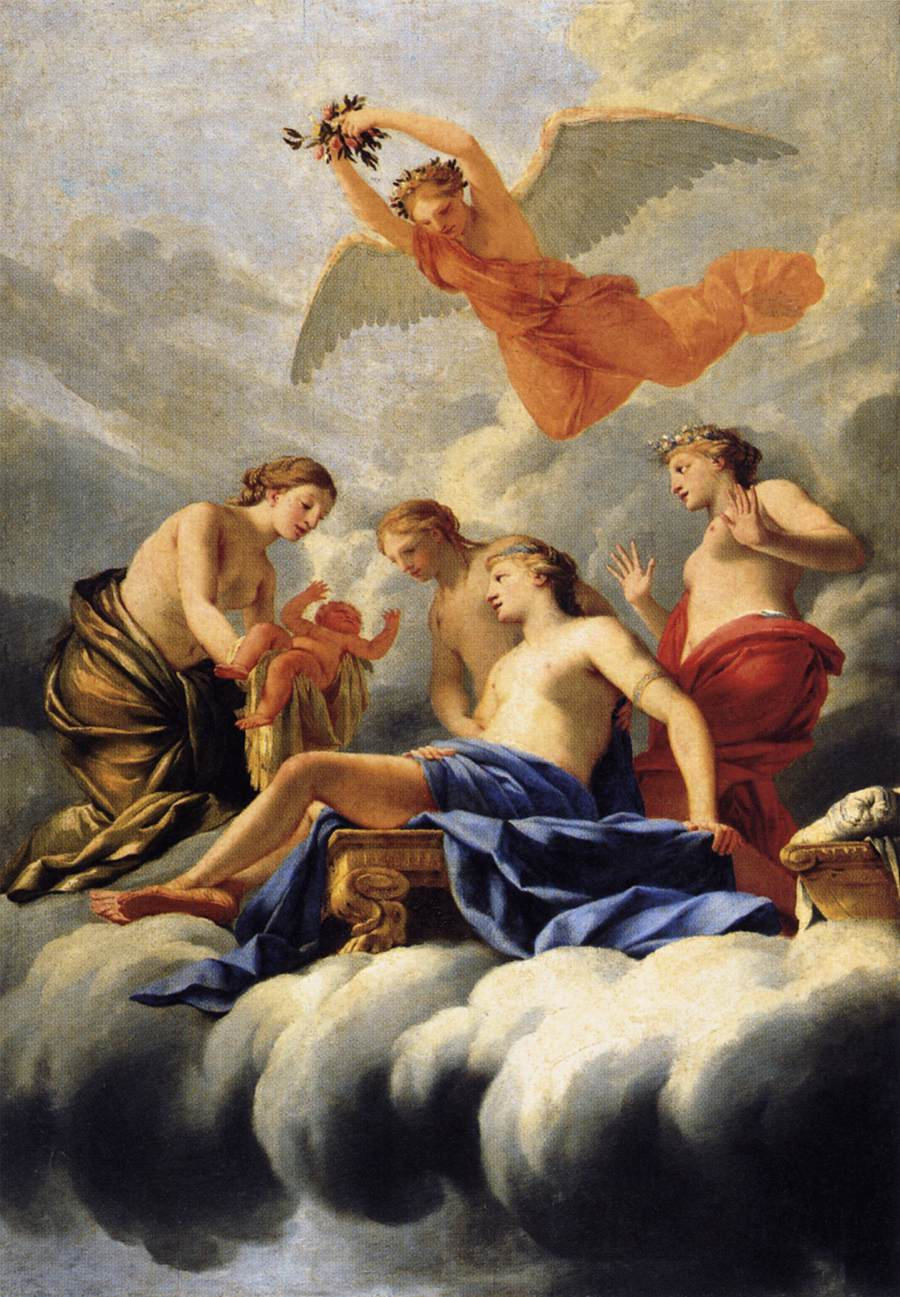
La nascita di Amore,1646 - 1647, olio su tavola,182 x125 cm, Museo del Louvre